# Миколай Куць
Миколай Куць (25 травня 1946, Буково — 30 травня 2013, Самбір) — український священник, редемпторист, активний душпастир підпільної Української Греко-Католицької Церкви.

## Життєпис
Народився у селі Буково (тепер Старосамбірський р-н., Львівська обл.). Закінчивши восьмирічну школу, влаштувався на роботу в колгосп. На початку 1966 року його призвали до військової служби в Московській області, яка тривала до червня 1968 року.
Закінчивши військову службу оселився в місті Самбір. В період з 1968—1971 рік працював на Самбірському радіозаводі, з 1971—1981 в газовій конторі, у 1981—1982 слюсарем у ЖЕКу, а з 1982—1989 рік — сторожем. З усіх робіт крім останньої був звільнений, через активну участь у житті підпільної греко-католицької церкви.

### Духовна освіта та свячення
Ще в 1965 році планує вступити в православну семінарію, але після знайомства з греко-католицьким священником Миколою Ревтьом, що повернувся з заслання в Сибір, змінює свою думку на користь служіння УГКЦ. Після повернення з військової служби регулярно відвідує підпільні богослужіння у місті Самборі та у Львові, шукає можливості служити спільноті як священник.  В 1969 році зустрічається у Львові з священником редемптористом Михайлом Винницьким, який починає готувати Миколу Куця до монашого життя у чині редемтористів.
За словами самого о. Миколи Куця: «Я фактично до чину редемптористів пішов не з особливого такого покликання до монастирського життя, але просто, що я іншого способу не бачив одержати священство. Якось так було, знаєте: вже василіяни готували для себе, редемптористи для себе…. Я тоді повертаюся ще раз до о. Михаїла Винницького, знов підкреслюю — вже з конечності, бо я зрозумів, що не стану священиком, якщо не вступлю в якийсь чин. Оскільки василіяни абсолютно мені по-моєму світогляду не підходили, а редемптористи — більш такі, що підходили».
В червні 1972 року розпочинає річний новіціат у ЧНІ, а через рік 28 червня 1973 року складає перші обіти. В той самий період починає відвідувати підпільну семінарію у Львові де викладачами були редемптористи Євген Палех і Павло Маїк. Єпископ Володимир (Стернюк) висвячує Миколу Куця на диякона та священника у Львові 18 липня 1975 року. Наступного року 1 жовтня о. Микола Куць складає вічні обіти в Чині Найсвятішого Ізбавителя.

### Духовна діяльність
Після свячень підпільно звершує богослужіння в Самборі, Самбірському, Старосамбірському, Турківському і Мостиському районах. З 1979—1981 рік щонеділі звершує літургію у храмі села Чижки (Старосамбірський р-н). В вісімдесятих роках звершує поїздку на схід України в село Верхньока́м'янське Донецької області, в першу чергу для хрещення дітей греко-католиків, що були примусово переселені з Західної України, та складали більшу половину мешканців села.
Окрім того від 1975 року о. Микола Куць почав гуртувати навколо себе молодь, з якої згодом вийшло 10 священиків, зокрема, редемптористи вл. Ярослав Приріз, о. Михайло Волошин, о. Петро Мірчук та ін.  Його помешкання на вулиці Коперника-Бічна стає підпільною церквою в якій єпископ Филимон (Курчаба) висвячує на священника Богдана Гірського. В другій половині 80-х років о. Миколай стає одним з викладачів підпільної семінарії. Через активну діяльність у його помешканні проводились обшуки, священника штрафували і викликали у міліцію, а 26 лютого 1989 року міліція насильно утримувала о. Миколу в  місті Самбір, через його бажання взяти участь у   молебні і панахиді за Тарасом Шевченком  біля пам'ятника першодрукарю Івану Федорову у м. Львові.
Попри те він бере активну участь у святкуванні 1000 річчя хрещення русі і 2 травня 1989 року у Дрогобичі співслужить під відкритим небом Божественну Літургію біля церкви Святої вмц. Параскевії, на якій проголошено відкриття у місті греко-католицької парафії. За це о. Микола та інші священники ув'язнені на 15 діб. Другого липня 1989 року, співслужить в Самборі Божественну Літургію, після якої встановлено Ювілейний Хрест, поруч з яким згодом побудовано першу каплицю УГКЦ у місті за часи радянської влади. Після проголошення незалежності України є одним з ініціаторів побудови храму Покрову Пресвятої Богородиці, що сьогодні є протокатедральним храмом міста Самбір. В 1993 році був магістром новиків ЧНІ у смт. Гніздичів-Кохавина, опісля повернувся до попереднього місця свого служіння у м. Самбір.
В 1992—1993 році о. Микола приймає  запрошення  адміністрації стаціонарного відділення Самбірської міської дитячої лікарні звершувати богослужіння в лікарняній капличці. В квітні 1996 року мисливський будинок Стефана Баторія, що знаходився на території лікарні, був перебудований у лікарняну церкву Св. Пантелеймона Цілителя, у якій о. Микола звершував богослужіння до 2007 року. Після 2007 року, через захворювання на діабет здоров'я о. Миколая Куця почало погіршуватись, він пересувався на візку та практично втратив зір, тому звершував богослужіння у себе вдома.
"Після закінчення будівництва собору Покрова Пресвятої Богородиці 23 жовтня 2011 року, Блаженніший Святослав нагородив о. Миколая Куця патріаршою грамотою. Цього ж року на сесії міської ради депутати присвоїли о. Миколаю звання «Почесний громадянин міста Самбора. Після тривалої недуги о. Миколай відійшов у вічність 30 травня 2013 року. Того самого року, у червні, на сесії Самбірської міської ради депутати прийняли рішення про перейменування в місті вулиці Коперника-Бічна на вулицю о. Миколая Куця, а до річниці відходу у вічність, 30 травня 2014 року, при вході до собору Покрова Пресвятої Богородиці посвячено меморіальну таблицю о. Миколаю Куцю.»

## Екуменічні погляди
Згідно зі свідченнями очевидців, о. Миколай строго дотримувався приписів літургійних книг візантійської традиції, регулярно звершував богослужіння церковно-слов'янською мовою. Зі слів самого о. Миколая, саме розходження в поглядах на ставлення до богослужіння — головна причина, чому він не став монахом у василіянському чині. Причини такого ставлення до богослужіння озвучені о. Миколаєм у його заповіті: «Я являюсь сином Української Греко-Католицької Церкви, яка в своїй суті є Православною. Наші предки, заключаючи унію з Римським Апостольським Престолом, не мали навіть найменшого наміру зрікатись православ'я. У цій Церкві я намагався жити православ'ям святих апостолів, святих Отців та Отців сімох Вселенських Соборів. Вважаю, що тільки таким, належним чином можливо спастися.
Всі ми повинні жити мрією об'єднання всіх українських християн в єдину Українську Церкву в канонічному єднанні зі всіма помісними Церквами: з Римським Апостольським Престолом, Константинопільським Престолом, з Московським патріархатом та зі всіма іншими помісними Церквами. Для того всі повинні докладати максимум зусиль, а Господь Бог поблагословить наші старання і посприяє тому, щоб наша мрія стала дійсністю».
Також о. Миколай упорядкував і самотужки видав декілька книг, які є  переважно вибіркою з аскетичної православної літератури, і створені для розповсюдження православних аскетичних поглядів серед вірних УГКЦ.